# Opera nazionale per il Mezzogiorno d'Italia
L'Opera nazionale per il Mezzogiorno d'Italia è una rete di orfanotrofi e altre strutture dedicate all'assistenza dei più poveri concepita dal barnabita padre Giovanni Semeria e da lui fondata insieme a don Giovanni Minozzi.
I due religiosi avevano toccato con mano le condizioni in cui la prima guerra mondiale aveva lasciato le regioni più povere d'Italia, e avevano coltivato insieme il progetto di raccogliere il testamento di tanti genitori morti in guerra. Cominciarono così ad occuparsi dei bambini rimasti orfani. Decisero quindi di partire dal sud d'Italia, che dalla guerra aveva ricevuto le ferite più consistenti. Crearono case, strutture di formazione e di preghiera. Il loro impegno era quello di preparare uomini per il futuro.
Nel 1919, il 15 agosto, si inaugurò così il primo istituto dell'Opera, ad Amatrice, all'epoca facente parte dell'Abruzzo e per questo considerata parte del sud Italia storico. Ospitava all'inizio dodici orfanelle. Lo seguirono quelli di Potenza, Gioia del Colle, e centinaia di altre istituzioni, sempre nel Mezzogiorno del Paese: orfanotrofi, scuole, asili, centri di formazione professionale di tipo agrario e di indirizzo artigianale (tipografia, falegnameria, calzoleria) ed Istituti Superiori.
Il Minozzi vide la necessità di consolidare il lavoro che veniva svolto. Decise di abbandonare il modello collaborativo, per il quale ognuno degli istituti dell'Opera veniva affidato a sacerdoti o religiosi chiesti in prestito ai rispettivi superiori, e volle fondare una congregazione religiosa, la Pia società dei discepoli. Essa ottenne l'approvazione pontificia nel 1931.
Nel 1940 ci fu poi l'approvazione delle suore Ancelle del Signore, con la finalità di continuare a prestare il servizio nelle case dell'Opera.